# Asientos (película)
Asientos es una película del año 1995.

## Sinopsis
España concedía asientos o licencias en el siglo XVI a los negreros europeos para que organizaran el comercio esclavista. Han transcurrido cien años desde que terminó la deportación africana hacia el nuevo mundo. La película cuenta la historia de un joven africano traumatizado por la violencia que sigue viendo hoy en día. Hace un intento para escapar refugiándose en su imaginación. Se va a la isla de Gorea. Este viaje al corazón del dolor y del sufrimiento, por lugares vacíos cargados de recuerdos, se convierte en una serie de cuestiones.